# San Antonio Tehuitz
San Antonio Tehuitz es una población del estado de Yucatán, México, localizada en el municipio de Kanasín.

## Toponimia
El nombre (San Antonio Tehuitz) hace referencia a Antonio de Padua y Tehuitz proviene del idioma maya.

## Localización
San Antonio Tehuitz se encuentra al suroriente de la población de Kanasín.

## Sitios de interés
Hay el casco de una hacienda la cual consta de varias edificaciones: casa principal, casa de máquinas, iglesia y taller.

## Importancia histórica
Tuvo su esplendor durante la época del auge henequenero y emitió fichas de hacienda las cuales por su diseño son de interés para los numismáticos.

## Demografía
Según el censo de 2005 realizado por el INEGI, la población de la localidad era de 732 habitantes, de los cuales 374 eran hombres y 358 eran mujeres.
| 163                         | 226 | 214 | 311 | 380 | 440 | 499 | 555 | 625 | 653 | 732 |
| (Fuente: INEGI [Consultar]) |     |     |     |     |     |     |     |     |     |     |

## Galería

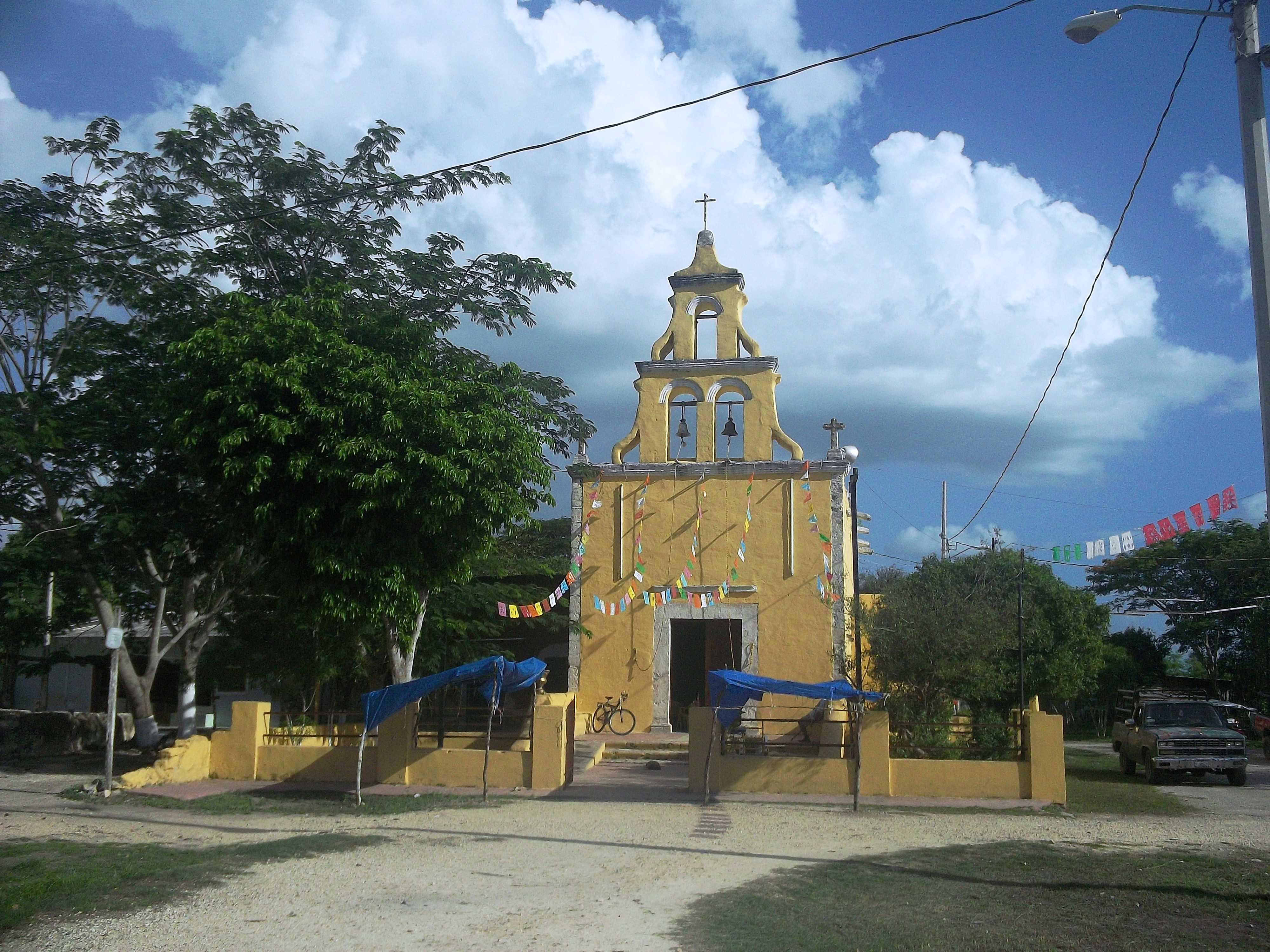
Iglesia de San Antonio Tehuitz.
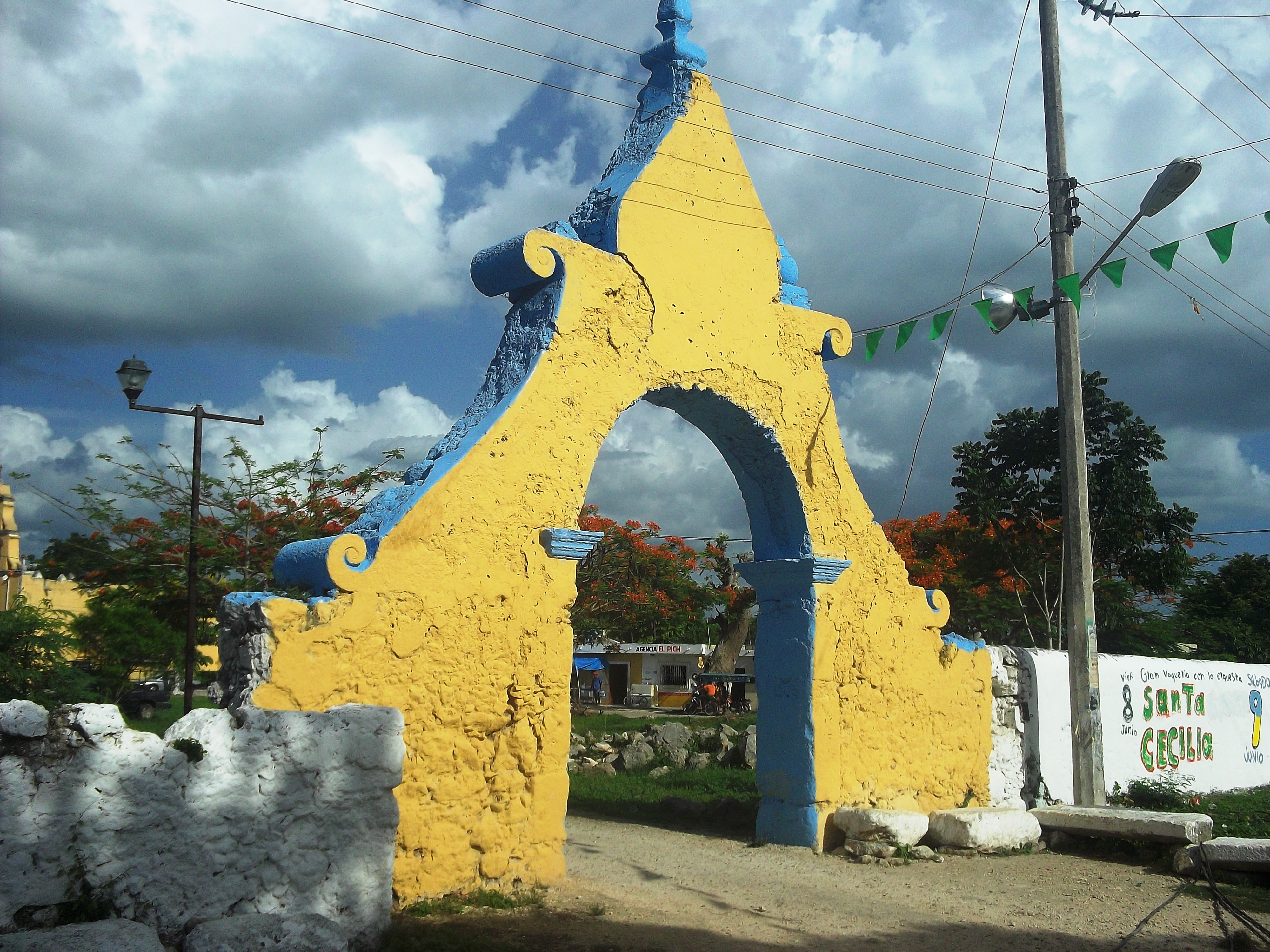
Hacienda de San Antonio Tehuitz.
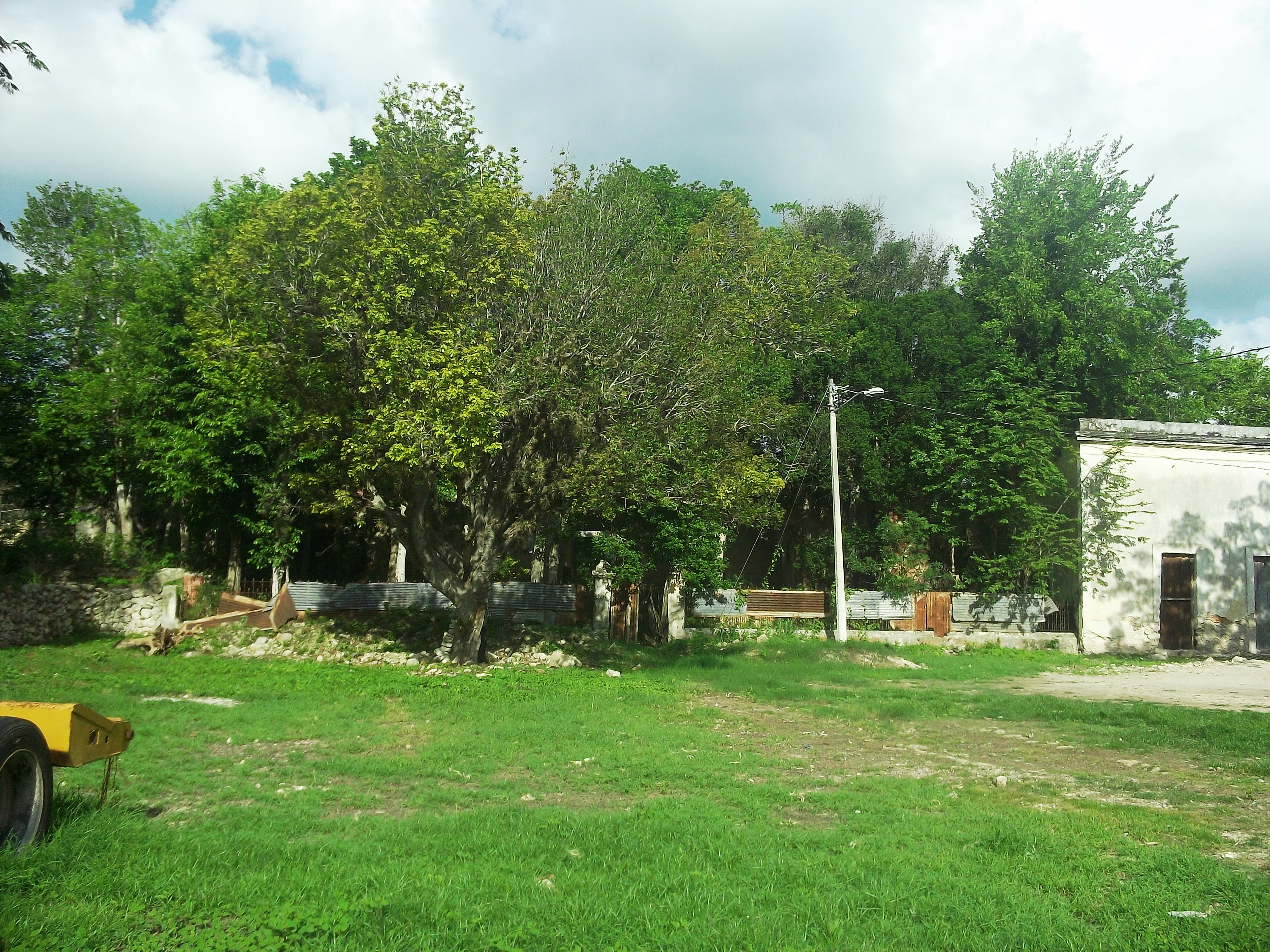
Hacienda de San Antonio Tehuitz.
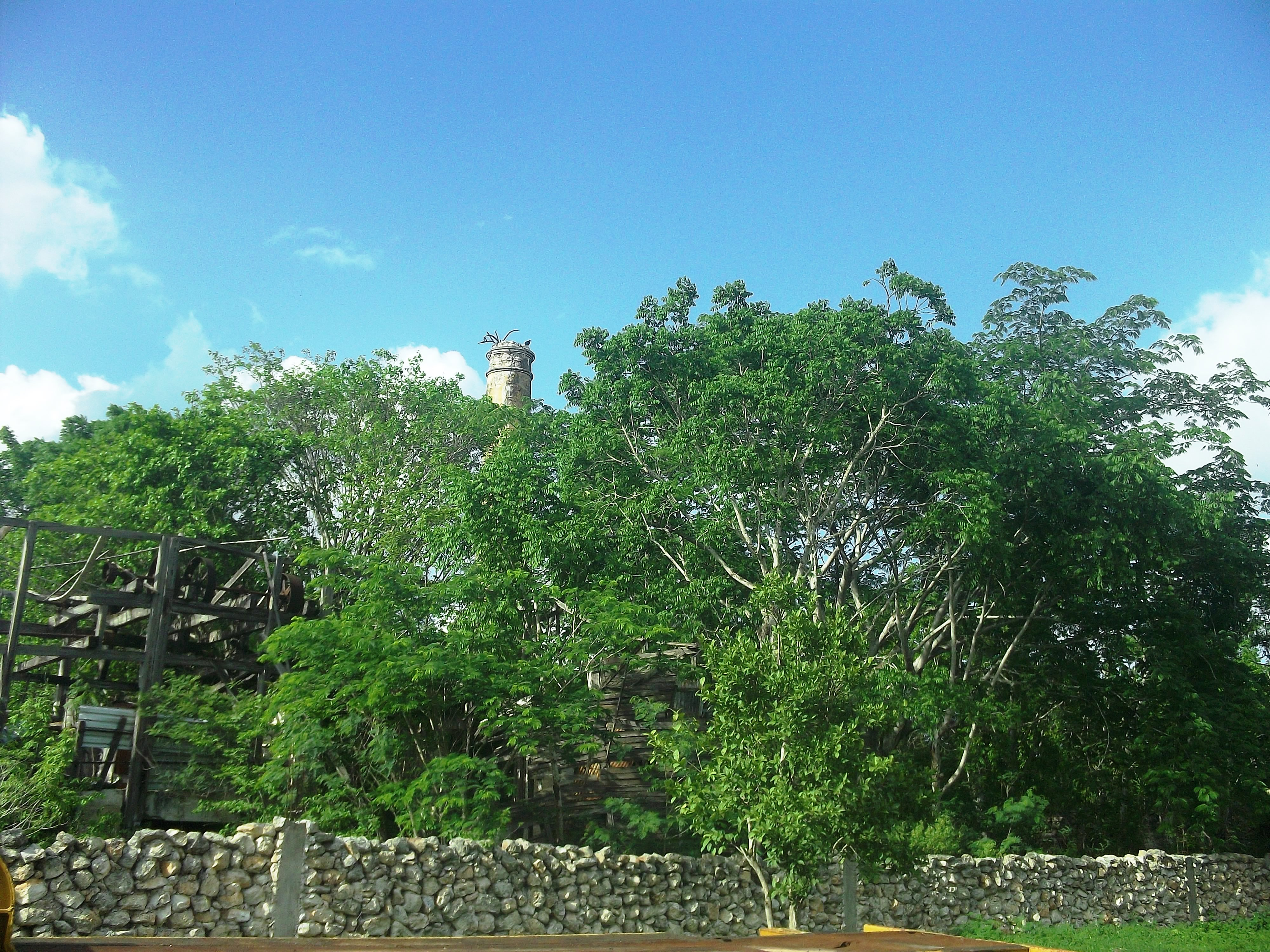
Hacienda de San Antonio Tehuitz.
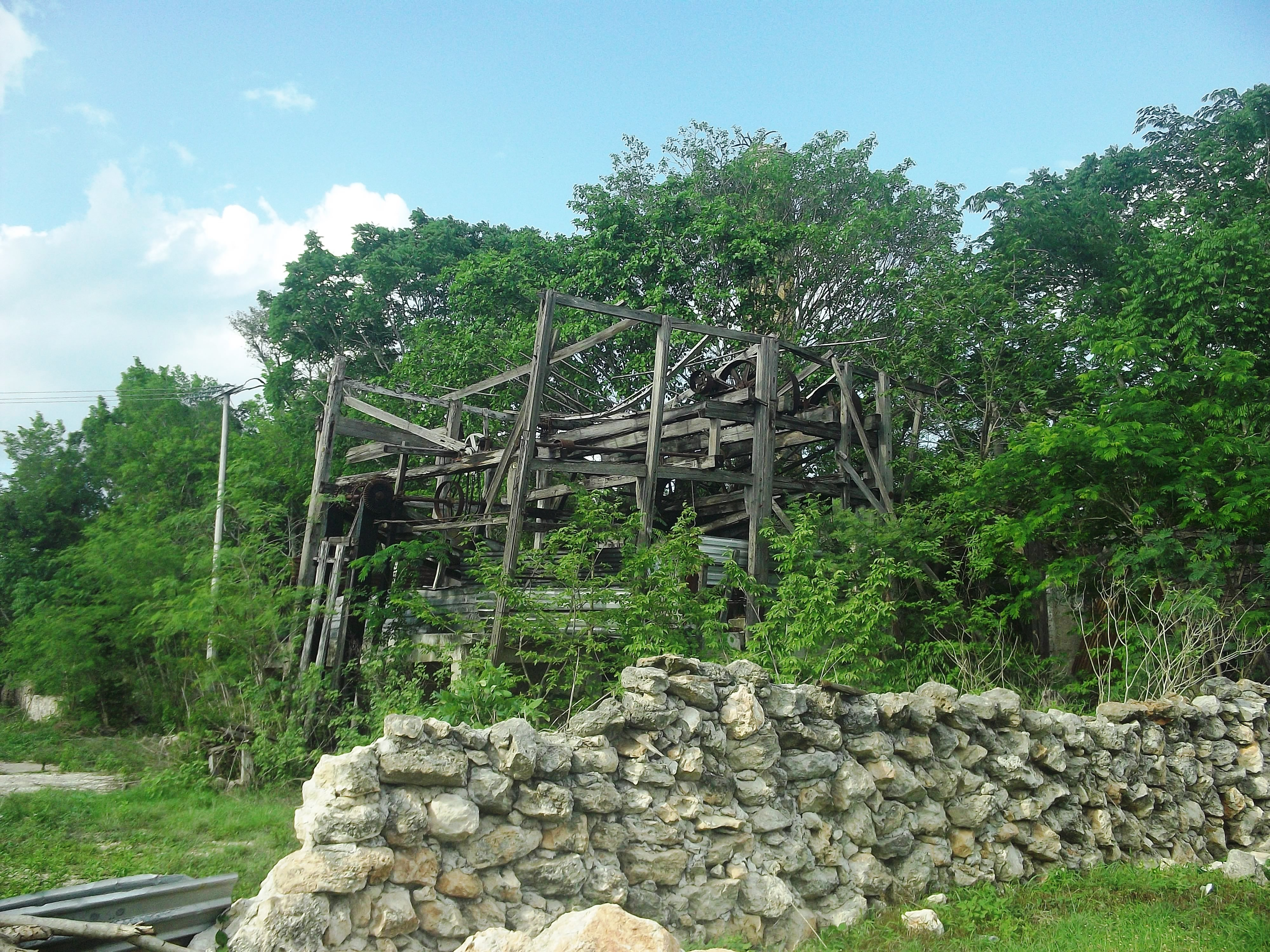
Hacienda de San Antonio Tehuitz.
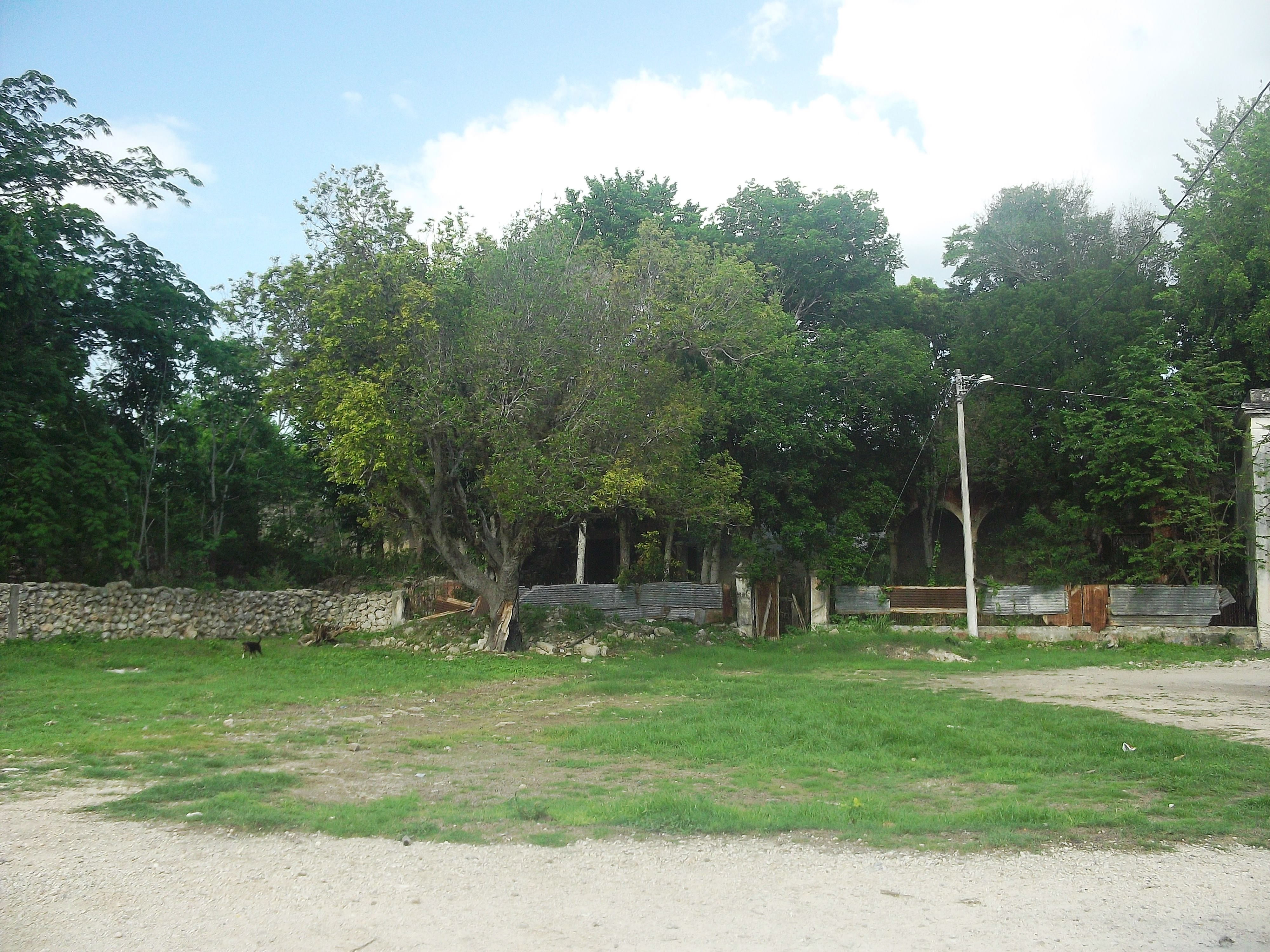
Hacienda de San Antonio Tehuitz.
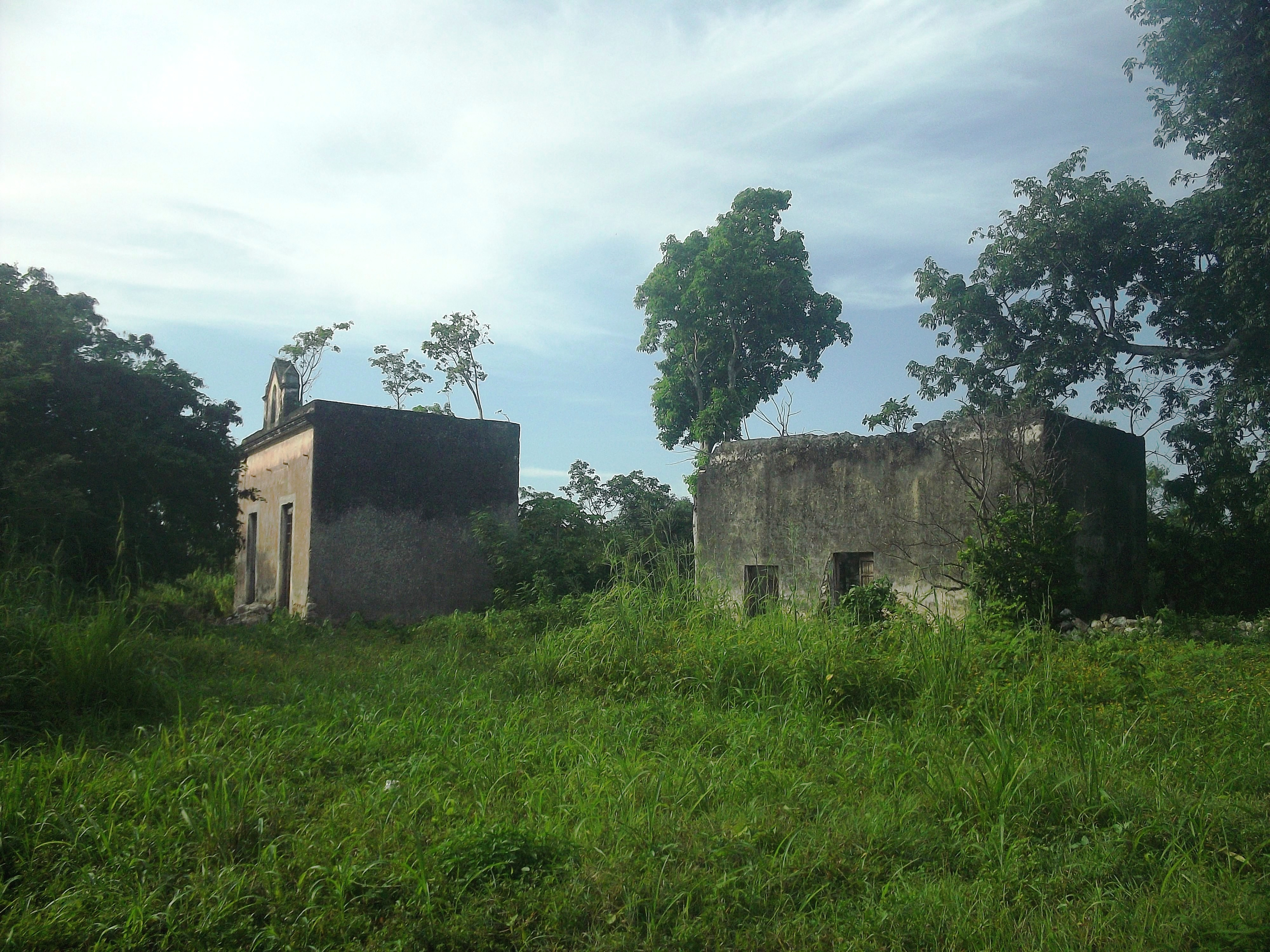
Antigua estación de trenes de San Antonio Tehuitz.
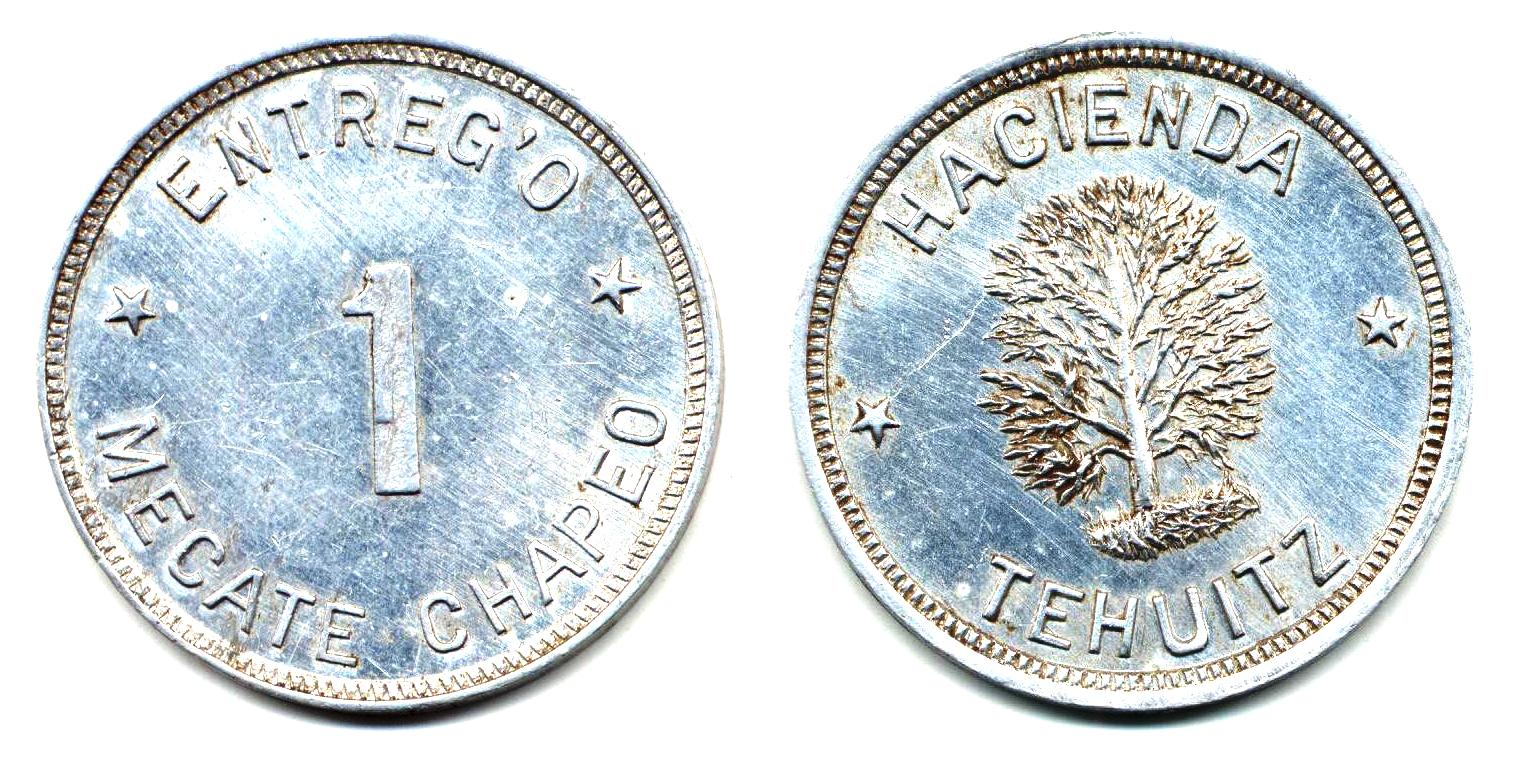
Ficha de hacienda.